# Lyon Première
Lyon Première, ou Lyon 1ère, est une station de radio française basée à Lyon, émettant sur 90.2 FM. Lyon 1ère diffuse de nombreuses infos synthétiques liées au Grand Lyon. Son slogan est : « Mes infos, Ma radio, Ma musique ».

## La radio
Lyon Première est une des radios adhérentes au GIE « Les Indés Radios », dont la commercialisation a été confiée à Lagardère Active Publicité, puis à TF1 Publicité depuis le 1er janvier 2009.
La fréquence 90.2 était occupée précédemment par Radio Arc-en-Ciel FM, dirigée par Michel Blanc, et basée à Rillieux-la-Pape.
En octobre 2018, en désaccord avec les actionnaires majoritaires de la radio, Gérald Bouchon, alors gérant de la société, annonce en direct sa démission de la station.
Selon les habitudes d'écoutes délivrées par Médiamétrie en juillet 2019, 80 000 auditeurs écoutent déjà le nouveau Lyon 1ère en une semaine dans le Rhône.

## Référence
1. ↑  Christophe Magnette, 1982-2012 : 30 ans de radios libres à Lyon, Lyon, Lyon People, mai 2012, 108 p. (OCLC 472825146, lire en ligne), p. 28.